# Amityville 3D
Amityville 3D è un film del 1983 diretto da Richard Fleischer.
È conosciuto anche come Amityville 3-D o Amityville III-The demon. Nonostante si svolga nella stessa casa al 112 Ocean Avenue di Amityville, Long Island, Stati Uniti, i primi due capitoli della saga furono ispirati da romanzi inerenti a vari eventi, mentre il soggetto di questo terzo episodio fu liberamente inventato.
Segue Amityville Horror del 1979 e Amityville Possession del 1982. 
Il film fu girato con la tecnica ArriVision, che permetteva uno dei primi effetti tridimensionali dell'immagine sullo schermo, se visto con speciali occhiali polarizzati.

## Trama
Una casa maledetta, costruita su un ex cimitero indiano, viene abitata da John Baxter, un giornalista famoso per aver smascherato molti imbroglioni che si fingevano medium, e che non crede alle maledizioni. Pagherà anche la sua famiglia questa scelta.
La prima vittima della casa è un agente immobiliare del luogo, un signore dal carattere mite e affabile, che in precedenza aveva acquistato l'immobile con il miraggio di un buon affare per via del prezzo basso. In seguito aveva scoperto la difficoltà a rivendere l'immobile in quanto lo stesso possedeva una cattiva nomea.
John Baxter pensa che si tratti solo di superstizione. La razionalità del protagonista si scontra ripetutamente con le paure degli altri componenti della famiglia. E questo è uno dei temi dominanti per gran parte del racconto.
La scena più inquietante riguarda la figlia Susan che in un momento di generale concitazione appare bagnata fradicia, morta, nella casa. Ella sale maestosamente al piano di sopra, incurante delle domande che invano le rivolge la madre Nancy, per poi chiudersi in quella che era stata la sua stanza. Infine, quando finalmente la porta si riapre, viene rinvenuta una bambola adagiata sul letto al posto della ragazza mora dai lunghi capelli.
Il finale consiste in un'esplosione spettacolare, per la quale venne utilizzato un modello che riproduceva la casa su scala ridotta.